# بولي هيدروكسيل كانوتيه

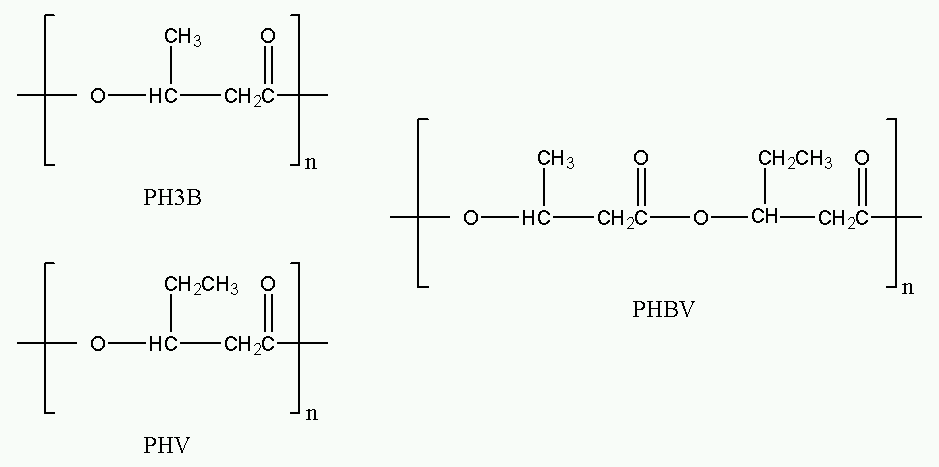

بولي هيدروكسيل الكانوتيس هي بولميرات تصنع في الطبيعة من كائنات حية دقيقة عديدة، عن طريق التخمير البكتيري للسكر أو الدهون ، عندما تنتجها البكتيريا تخدم ك مصدر للطاقة و مخزون للكربون. يمكن دمج أكثر من 150مونمر مختلف في هذه العائلة لأعطاء مواد مختلفة للغاية، هذا البلاستيك قابل للتحلل الحيوي ويستخدم في إنتاج البلاستيك الحيوي.
يمكن أن يكون بلاستيك حراري أو مواد مرنة مع نقاط درجة مئوية. 40 إلى 180 انصهار تتراوح بين يمكن تغير الخصائص الكيميائية ل PHA عن طريق مزج أو تعديل السطح أو الجمع بين PHA وبوليمرات أخرى، أنزيمات،ومواد غير عضوية ، ذلك يجعل من الممكن التعامل مع نطاق أوسع من التطبيقات.

## التكوين الحيوي
لإنتاج PHA يتم وضع كائن حي دقيق في وسط مناسب ويغذى بمغذيات مناسبة بحيث يتكاثر بسرعة، بمجرد الوصول إلى المستوى المطلوب يتم تغير تركيبة المغذيات لإجبار الكائن الحي الدقيق على تكوين PHA وهو العائد الذي تم الحصول عليه من شوائب الحبيبات داخل الخلايا تصل إلى 80% من الوزن الجاف للكائن الحي.
ينتج التكوين الحيوي عادة من حالات نقص معينة مثل نقص العناصر الكلية مثل النيتروجين أو الفسفور أو نقص الاكسجين والفائض من مصادر الكربون.
توضع البوليسترات على شكل حبيبات عالية الانكسارية في الخلايا، اعتمادًا على الكائنات الحية الدقيقة وطرق الزراعة، يتم إنتاج الكوبولليسترات مع أحماض الهيدروكسالين المختلفة، ثم يتم استرداد حبوب PHA عن طريق تعطيل الخلايا.
استخدم pBE2C1AB في إنتاج PHA ، وتبين انه يمكن استخدام نفايات الشعير كمصدر للكربون لخفض تكلفة إنتاج أل PHA .
تركيبات PHA هي الأنزيمات الرئيسية في الإنتاج الحيوي ل PHA ، يستخدم أنزيم A - thioester من الأحماض (r)-hydroxy كركائز.
1. بولي (HA SCL)
يتم تصنيعه من أحماض هيدروكسية دهنية ذات سلسلة قصيرة، بالإضافة إلى من ثلاثة إلى خمس ذرات كربون من قبل العديد من البكتيريا وأيضا قناتي الكوبويافيدوس والكاليجنس لايتوس.
2. بولي (HA MCL)
يتم تصنيعه من احماض هيدروكسية دهنية ذات سلسلة متوسطة الطول بالإضافة إلى من 6 إلى 14 ذرة كربون، ويمكن أن يتم على سبيل المثال بواسطة . Pseudomonas putida
هناك عدد قليل من البكتيريا القادرة على تكوين كوبوليستر من النوعيين السابقين من الأحماض الهيدوركسية الدهنية، أو على الأقل تمتلك إنزيمات قادرة على عمل جزء من هذه الآلية .
يمكن ان يتم تركيب أخر على نطاق أكبر بمساعدة الكائنات الحية في التربة، بسبب نقص النيتروجين والفسفور إذ ينتجون كيلو غراماً من ...لكل ثلاث غرامات من السكر .
الشكل الأسهل والأكثر شيوعا لل PHA هو الإنتاج التخميني من
poly-beta-hydroxybutyrate (poly-3-hydroxybutyrate, P3HB) الذي يتكون من 1000 إلى 3000 من مونمرات الأحماض الهيدروكسية الدهنية .

## الإنتاج الصناعي
من في الإنتاج الصناعي يتم استخراج البوليستر وتنقيته من البكتيريا عن طريق تحسين ظروف التخمير الميكروبي للسكر أو الغلوكوز.
كمادة خام للتخمر يمكن استخدام الكربوهيدرات مثل الجلوكوز والسكروز وأيضا الزيت النباتي أو الجليسيرين من إنتاج الديزل الحيوي.
يعمل الباحثون في الصناعة على الطرق التي سيتم بها تطوير المحاصيل المعدلة وراثيا والتي تعبر عن طرق إنتاج
PHA من البكتيريا، تعمل العديد من الشركات على تطوير ال PHA من مياه الصرف الصحي .

## خصائص المادة
إن بوليمرات PHA هي بلاستيك حراري ويمكن معالجته باستخدام معدات المعالجة التقليدية ويعتمد على تركيبها وقابليتها و مرونتها وهي تختلف في خصائصها وفقا لتركيبها الكيميائي .

## تطبيقات
بسبب قابليتها للتحلل الحيوي وإمكانية صنع البلاستيك الحيوي بخصائص جيدة، يوجد الكثير من الاهتمام لتطوير استخدام المواد القائمة على PHA-based .
وعلاوة على ذلك، يجري بحث نشط من أجل التحول الأحيائي «إعادة تدوير» النفايات البلاستيكية (على سبيل المثال، البولي إيثيلين تيريفثاليت والبولي يوريثين) إلى PHA باستخدام Pseudomonas putida bacteria ).
في يونيو 2005 ، حصلت شركة أمريكية على جائزة تحدي الكيمياء الخضراء الأمريكية فئة الأعمال الصغيرة لتطويرها وتسويقها بطريقة فعالة من حيث التكلفة للتصنيع .
هناك تطبيقات محتملة لل  PHA التي تنتجها الكائنات الدقيقة داخل الصناعات الطبية والدوائية، ويرجع ذلك أساسًا إلى قابليتها للتحلل الحيوي
ومن التطبيقات : التثبيت والتجبير الجراحي، ومثبتات الخياطة، وأجهزة إصلاح الغضروف، والمسامير، شبكة الجراحية، بقع التصليح، حبال، بقع القلب والأوعية الدعامات، أجهزة إصلاح وتجديد الأنسجة، أجهزة إصلاح الغضروف المفصلي، أدلة الأعصاب، أجهزة إصلاح الأوتار، أجهزة إصلاح العيب في الحاجز الأذيني، صمامات الوريد، أجهزة تجديد الغضروف المفصلي والأربطة وترقيع الأوتار، وزرع الخلايا العينية، وبدائل الجلد، ضمادات الجروح .